# Cordylus
Genre
Cordylus est un genre de sauriens de la famille des Cordylidae.

## Répartition
Les espèces de ce genre se rencontrent en Afrique australe, en Afrique centrale et en Afrique de l'Est.

## Liste des espèces
Selon The Reptile Database (28 mars 2020) :
- Cordylus angolensis (Bocage, 1895)
- Cordylus aridus Mouton & Van Wyk, 1994
- Cordylus beraduccii Broadley & Branch, 2002
- Cordylus cloetei Mouton & Van Wyk, 1994
- Cordylus cordylus (Linnaeus, 1758)
- Cordylus imkeae Mouton & Van Wyk, 1994
- Cordylus jonesii (Boulenger, 1891)
- Cordylus machadoi Laurent, 1964
- Cordylus macropholis (Boulenger, 1910)
- Cordylus marunguensis Greenbaum, Stanley, Kusamba, Moninga, Goldberg & Bursey, 2012
- Cordylus mclachlani Mouton, 1986
- Cordylus meculae Branch, Rödel & Marais, 2005
- Cordylus minor Fitzsimons, 1943
- Cordylus namakuiyus Stanley, Ceríaco, Bandeira, Valerio, Bates & Branch, 2016
- Cordylus niger Cuvier, 1829
- Cordylus nyikae Broadley & Mouton, 2000
- Cordylus oelofseni Mouton & Van Wyk, 1990
- Cordylus phonolithos Marques, Ceríaco, Stanley, Bandeira, Agarwal & Bauer, 2019
- Cordylus rhodesianus (Hewitt, 1933)
- Cordylus rivae (Boulenger, 1896)
- Cordylus tropidosternum (Cope, 1869)
- Cordylus ukingensis (Loveridge, 1932)
- Cordylus vittifer (Reichenow, 1887)

## Publication originale
- Laurenti, 1768 : Specimen medicum, exhibens synopsin reptilium emendatam cum experimentis circa venena et antidota reptilium austriacorum Vienna Joan Thomae, p. 1-217 (texte intégral).